# 航空宇宙軍士官学校 (フランス)
航空宇宙軍士官学校（こうくううちゅうぐんしかんがっこう、仏: École de l'air et de l'espace）は、フランスの士官学校（軍事系グランゼコール）。フランス航空宇宙軍の士官の養成を担当する。所在地はサロン＝ド＝プロヴァンス。

## 著名な出身者
- ステファヌ・アブリアル（元連合軍指揮官）

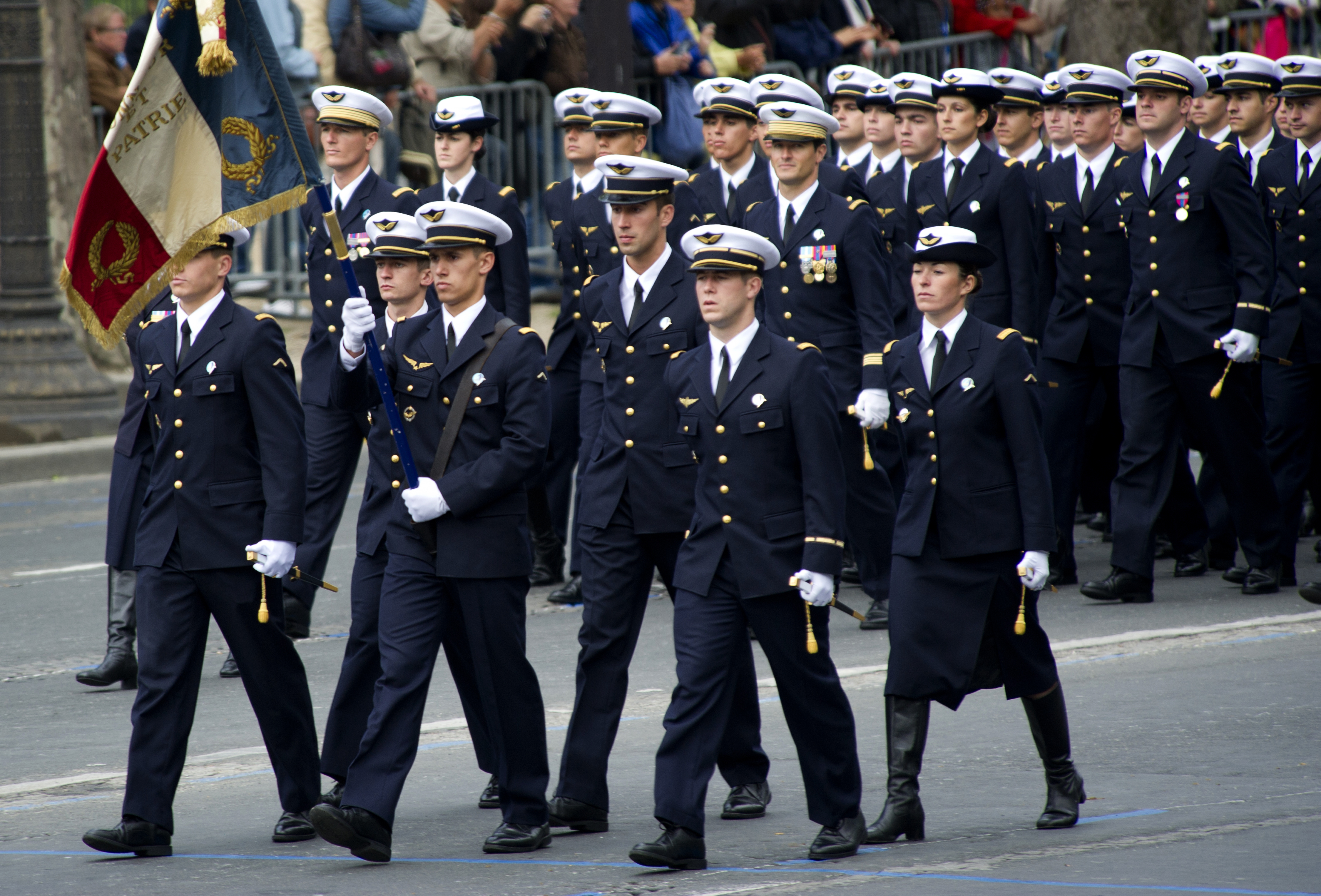
革命記念日に行進する士官候補生

- カロリーヌ・エイグル（仏空軍初の女性戦闘機パイロット）
- パトリック・ボードリー（退役仏空軍中佐、元CNES宇宙飛行士）
- ジャン＝ルー・クレティエン（元CNES宇宙飛行士）
- オリヴィエ・ダッソー（政治家、国民議会議員）
- レオポルド・アイハーツ（ESA宇宙飛行士）
- ジャン＝ピエール・エニュレ（退役仏空軍軍人、CNES宇宙飛行士）
- フルーリ・マリユス（飛行士）
- フランシス・ポレ（高等科学技術学院ディレクター）
- ジャック・ロゼ（Vice President Chief Test Pilot of the aircraft manufacturer Airbus）
- ミシェル・トニーニ（仏空軍准将、テストパイロット、元CNES・ESA宇宙飛行士）